# Arcyosperma primulifolium
Arcyosperma primulifolium är en korsblommig växtart som först beskrevs av Thomas Thomson, och fick sitt nu gällande namn av Otto Eugen Schulz. Arcyosperma primulifolium ingår i släktet Arcyosperma och familjen korsblommiga växter. Inga underarter finns listade i Catalogue of Life.